# فيديريكو راموس
فيديريكو راموس (بالإسبانية: Federico Ramos)‏ هو عازف قيثارة جاز وملحن أوروغواياني، ولد في 17 نوفمبر 1953 في ترینتا اي ترس ‏ في الأوروغواي.

## وصلات خارجية
- الموقع الرسمي